# Kickstart

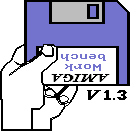
A Kickstart 1.3 boot-képernyője

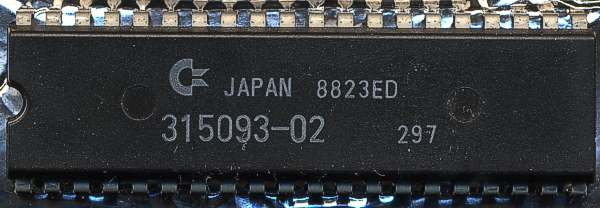
A Kickstart 1.3 ROM chipje

A Kickstart a Commodore Amiga számítógépek rendszertöltő firmware-e. Célja a gép hardwerelemeinek és az AmigaOS lényegi komponeneseinek az inicializálása, majd a rendszerbetöltés megkísérlése valamely bootolható lemezkötetről, számos Amiga típus esetén jellemzően floppy lemezről. A legtöbb Amiga modell esetében a Kickstart firmware ROM chipen helyezkedik el, 1x512K vagy 2x256K kiszerelésben.

## Változatai
Az AmigaOS operációs rendszert a Kickstart firmware és a lemezen kiadott szoftverkomponens (a Workbench) alkotja. A legtöbb AmigaOS frissítés esetében egységesen változik a Kickstart és a Workbench verziószáma. De hogy ne legyen azért ilyen egyszerű a képlet, a Commodore használt belső revízió számokat is az egyes Kickstart chipekhez. Például, a Kickstart 2.0-ás firmware-nek számos revíziója létezik.

### Verzió összefoglaló
| Kickstart verzió | V-szám                 | Amiga modellek, melyekkel árusították         | Kiadás dátuma | Kiadó       | ROM kapacitás | Autoconfig funkció | Korai boot menu    | Boot PCMCIA és ATA | Memória auto. érzék. |
| ---------------- | ---------------------- | --------------------------------------------- | ------------- | ----------- | ------------- | ------------------ | ------------------ | ------------------ | -------------------- |
| <0.4             | <V24                   | Lorraine, első prototípus                     | 1983          | Amiga Corp. | 64 KB         | Nem                | Nem                | Nem                | Nem                  |
| 0.4              | V23 V24                | Amiga "Velvet"                                | 1984          | Amiga Corp. | 128 KB        | Nem                | Nem                | Nem                | Nem                  |
| 0.6, 0.7, 0.9    | V26 V27 V29            | Amiga 1000 Beta                               | 1985          | Commodore   | 256 KB        | Nem                | Nem                | Nem                | Nem                  |
| 1.0              | (none)                 | Amiga 1000                                    | 1985          | Commodore   | 256 KB        | Nem                | Nem                | Nem                | Nem                  |
| 1.1              | V31 (NTSC) / V32 (PAL) | Amiga 1000                                    | 1985–1986     | Commodore   | 256 KB        | Nem                | Nem                | Nem                | Nem                  |
| 1.2              | V33                    | Amiga 500, Amiga 1000, Amiga 2000             | 1987          | Commodore   | 256 KB        | Nincs HDD autoboot | Nem                | Nem                | Nem                  |
| 1.3              | V34                    | Amiga 500, Amiga 2000, CDTV, Amiga 3000       | 1988          | Commodore   | 256 KB        | Igen               | Nem                | Nem                | Nem                  |
| 1.4              | V35                    | Amiga 3000                                    | 1990          | Commodore   | 512 KB        | Igen               | Nincs diagnosztika | Nem                | Nem                  |
| 2.0–2.05         | V36-38                 | Amiga 500+, Amiga 600, Amiga 2000, Amiga 3000 | 1990          | Commodore   | 512 KB        | Igen               | Igen               | 2.05+              | Nem                  |
| 3.0              | V39                    | Amiga 1200, Amiga 4000                        | 1992          | Commodore   | 512 KB        | Igen               | Igen               | Igen               | Nem                  |
| 3.1              | V40                    | Amiga 1200, Amiga 4000T                       | 1993          | Commodore   | 512 KB        | Igen               | Igen               | Igen               | Igen                 |
| 3.1              | V40                    | Amiga CD32                                    | 1993          | Commodore   | 1 MB          | Igen               | Igen               | Igen               | Igen                 |
| 3.2              | V43                    | Amiga Walker, utolsó prototípus               | 1996          | Escom       | 1 MB          | Igen               | Igen               | Igen               | Igen                 |
| 3.2              | V47                    | Minden Amiga modell                           | 2021          | Hyperion    | 1 MB          | Igen               | Igen               | Igen               | Igen                 |
| 3.X              | V45                    | Minden Amiga modell                           | 1999-2016     | Cloanto     | 512 KB        | Igen               | Igen               | Igen               | Igen                 |
| 3.1.4            | V46                    | Minden Amiga modell                           | 2018          | Hyperion    | 512 KB        | Igen               | Igen               | Igen               | Igen                 |

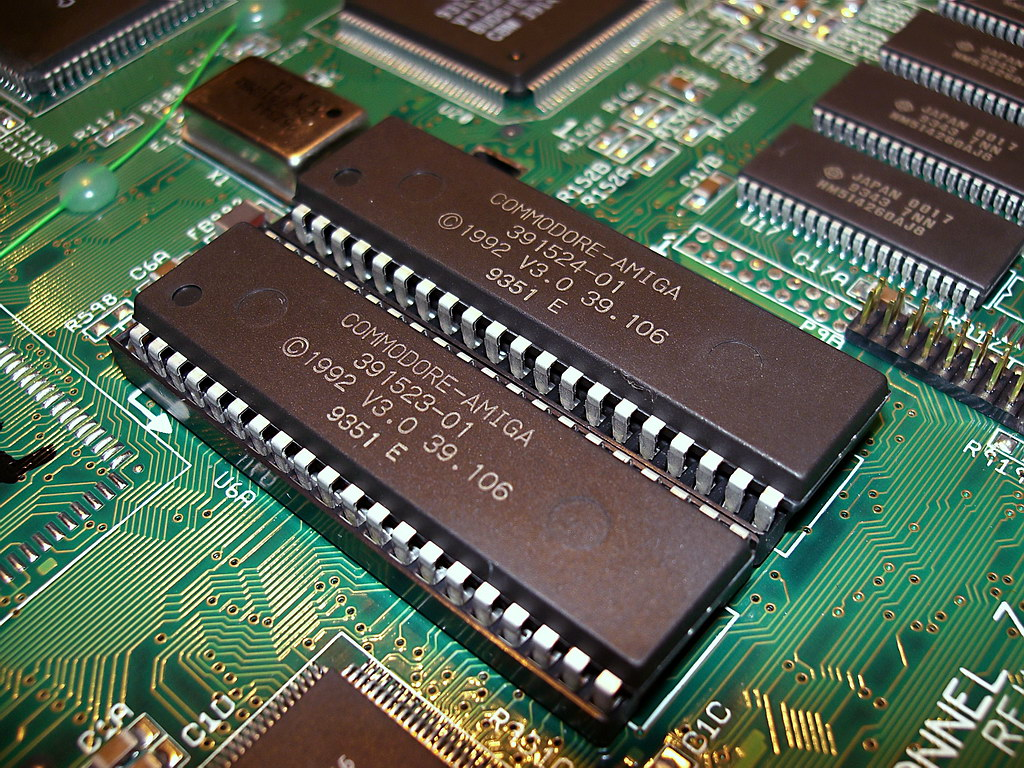
Az Amiga 1200 Kickstart 3.0 ROM-jai

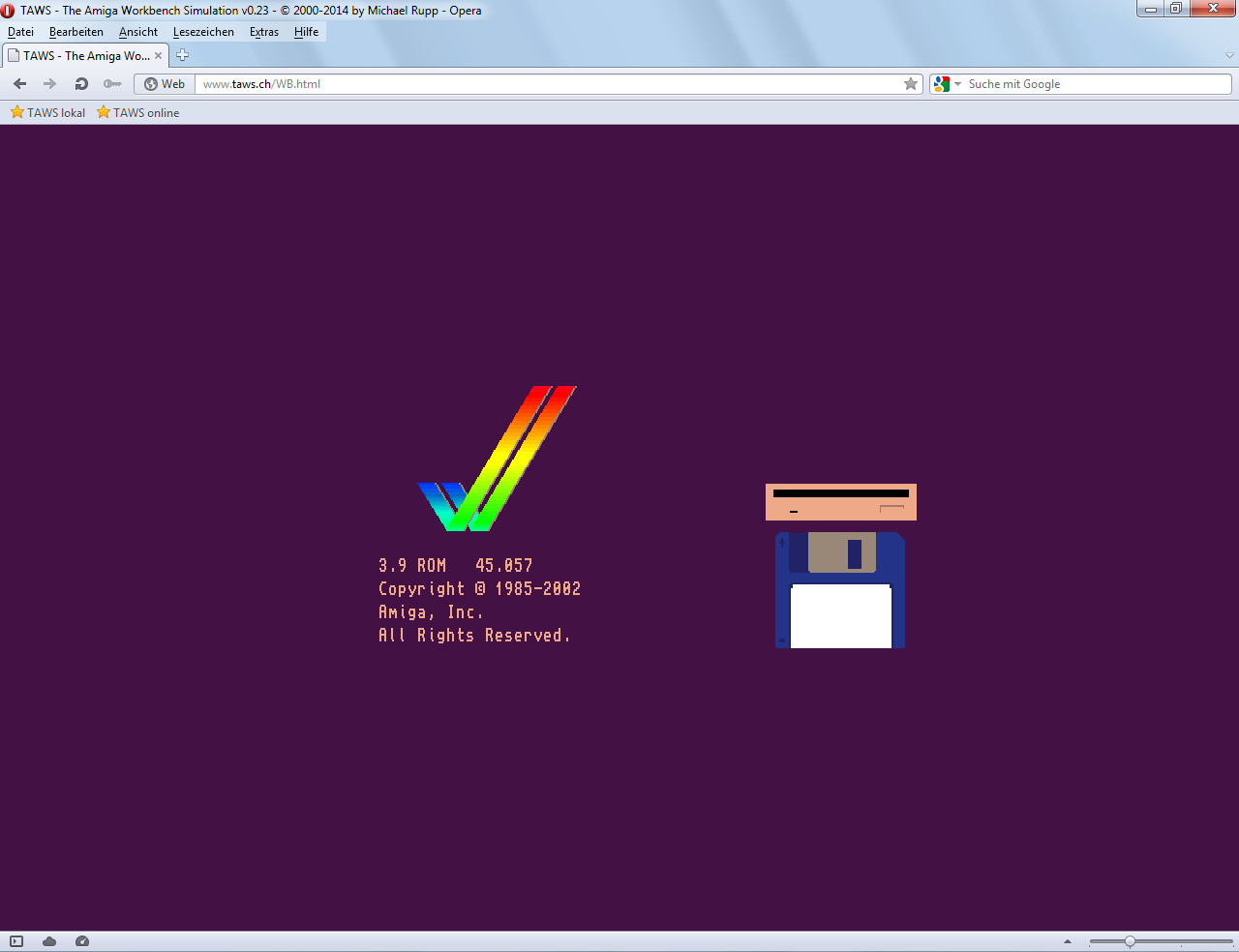
Az AmigaOS 3.9 boot-képernyője a TAWS emulátoron

Az első Amiga modell, az Amiga 1000 esetében még floppy lemezről kellett betölteni a Kickstart 1.x firmware-t a RAM egy 256 KB méretű területére, melynek neve Writable Control Store (WCS) volt. A későbbi Amiga változatoknál már ROM-ba ágyazott Kickstartokkal találkozhatunk, mely javította a rendszerbetöltés idejét. A Kickstart 1.3 volt az első változat, amely merevlemezről (HDD) történő rendszertöltést (boot) is támogatott.
A korai Amiga 3000 modellek egy része is floppiról betölthető Kickstarttal rendelkezett és 1.4 verziójú béta firmware-t használt, ugyanakkor mind a Kickstart 1.3, mind a 2.0 kicsomagolható volt egy megfelelő módon, WB_1.3-nak, illetve WB-2.x-nek elnevezett partícióra, majd elhelyezve az eszközök közt, mint DEVS:kickstart, az Amiga 3000 bootolni tudott róla. A két bootolási mód, tehát a ROM-alapú és a partícióalapú bootolás, azonban nem volt egyidejűleg alkalmazható. Egy partícióról bootolónak konfigurált Amiga 3000-es képes volt további szoftvereszközök nélkül különböző AmigaOS változatokról bootolni, egyszerűen csak a megfelelő Kickstart képet (image) kellett kiválasztani bootoláskor.
Az AmigaOS 2.0 előtti kiadások ROM chipjei 256 KB-osak voltak, később 512 KB-os chipek voltak használatban, mely további, bővített funkciókat tartalmazott, így például IDE controller és PCMCIA kártya támogatást. Az AmigaOS 2.1 pusztán szoftverfrissítés volt, mely működött mindegyik Kickstart 2.0x sorozatú ROM-mal.
Az Amiga CD32-t 1 MB-os Kickstart 3.1 ROM-mal szerelték, mely tartalmazta a CD-ROM kezeléséhez szükséges integrált fájlrendszert, a Commodore CDTV sajátossága volt, hogy a Kickstart ROM-on túl további firmware ROM-okat is magában foglalt, melyek műszakilag nem voltak az Amiga Kickstart részei. A CDTV eredeti firmware ROM-jait frissíteni kellett, az 1.3-nál újabb Kickstart telepíthetősége érdekében.
Az AmigaOS későbbi verziói (3.5 és 3.9) ismét csak szoftverek voltak, nem foglaltak magukban megfelelő Kickstart frissítéseket, hanem Kickstart 3.1-et igényeltek és ROM-fájl alapú Kickstart-összetevőkkel helyettesítették a ROM-ban lévőket. Az AmigaOS 4 Kickstart moduljai ugyanakkor már a boot-lemez egy partícióján foglalnak helyet.

## Működés
A számítógép indításakor és újraindításakor a Kickstart számos diagnosztikai, illetve rendszerellenőrzési folyamatot futtat le, majd inicializálja az Amiga chipsetet és az operációs rendszer központi elemeit. Ezek után ellenőrzi a csatlakoztatott, rendszerintításnál szóba jöhető eszközöket (boot devices), majd megkísérli a rendszerindítást a legnagyobb prioritású eszközről. Ha nincs bootolható eszköz, akkor egy boot-képernyő jelenik meg, kérve a felhasználót egy bootlemez behelyezésére, mely tipikusan egy floppy lemez.

### Rendszerindulási módok
A bootlemez behelyezése után a következők történhetnek:
1. egy parancssoros felhasználói felület (Command line interface, CLI) jelenik meg, mely a ROM-ba integrált, illetve a lemezen esetlegesen lévő parancsokkal, programokkal, szkriptekkel (hasonlók a PC-s batch-fájlokhoz) működik.
2. egy alapszintű GUI (Workbench) töltődik be, ha a behelyezett lemez tartalmaz legalább egy "loadwb" parancsot a lemez "s" könyvtárában lévő "startup-sequence" szkriptben.
3. személyre szabott Workbench, vagy applikáció indul el, miközben az operációs rendszer fut a háttérben.
4. egy játék, vagy egyéb applikáció indul el közvetlenül, mely teljesen átvezi a számítógép erőforrásai feletti irányítást és sem az Exec központi multitasking kezelője, sem a meghajtók inicializálása nem hajtódik végre, stb.

### Kickstart rendszerelemek
- Exec – az Amiga multitasking mikrokernele;
- Intuition – az Amiga GUI felülete, illetve ablakozó rendszere és az input/output eszközök szoftveres interfésze;
- Autoconfig - hardverbővítmények automatikus inicializálása és bootolása;
- Floppy driver és fájlrendszer kezelő;
- DOS fájlkezelő library;[9]
- AmigaDOS - parancssoros felhasználói felület (CLI) és alapvető CLI parancsok;
- Graphics library - alapvető rajzolási, rasztergrafikai funkciók;
- Audio driver - az Amiga gyári hangrendszerének támogatásával;
- Billentyűzet, egér és gameport driverek

## Diagnosztikai teszt
A bekapcsolás után az önteszt eredményét képernyőszínek jelzik. Ha minden rendben működik, akkor a következő színsorrend jelenik meg a képernyőn:
- Sötétszürke - A hardver megfelelően működik, a regiszterek olvashatók;
- Világosszürke - A ROM firmware hitelesítése sikeres volt;
- Fehér - Inicializáció rendben lefutott, a rendszer bootolásra kész.

### Hibát jelző képernyőszínek
- Vörös – Hibás Kickstart-ROM[10]
- Zöld – RAM (Chip-RAM vagy Fast-RAM) nem található, vagy sérült[10]
- Kék – Egyéb chiphiba (Denise, Paula, Agnus)[10]
- Sárga – Főként hibás CPU-t (nincs szoftvermegszakítás rutin) vagy hibás Amiga Zorro II bővítőkártyát jelent. CPU védelmi hiba a "Guru Meditation" megszakításkezelő aktiválódása előtt[10]
- Világoszöld – Complex Interface Adapter (CIA) hiba[11]
- Világosszürke – Ha megáll a világosszürkénél, akkor CIA-hiba[11]
- Fekete csíkok – ROM- vagy CIA-hiba[11]
- Fekete – Nincs videokimenet[11]

### Caps Lock LED villogás
A Caps Lock billentyű LED-je villogásának jelentése:
- Egy villanás - billentyűzet ROM ellenőrző összeg (checksum) hiba[11]
- Két villanás - RAM hiba[11]
- Három villanás - watchdog időzítő hiba[11]

Ha a Caps Lock gombot kb. 20-szor egymás után lenyomjuk és a LED bekapcsolt vagy kikapcsolt állapotban ragad, akkor ez azt jelzi, hogy a CIA buffere megtelt, ami azt jelenti, hogy a CPU nem dolgozza fel a pufferelt adatokat a CIA-ból, vélhetően nem működik. A Caps Lock gombnyomásra történő normális ki/bekapcsolódása azt jelzi, hogy a ROM-ok és a CPU is működnek.

## Használat
Általánosságban egy bizonyos Workbench változat futtatásához azonos vagy magasabb verziószámú Kickstart szükséges.
Általában nem lehet csak Kickstart jelenlétében közvetlenül Workbench-et indítani. Habár számos komponenst tartalmaz a Kickstart, lemezről további alkotóelemek betöltése is elengedhetetlen a Workbench elindulásához.
A Kickstart 2.0-tól kezdve lehetséges a bekapcsolás, vagy újraindítás alatt az egér mindkét gombjának megnyomásával belépni egy boot menübe. Itt lehetőség van a rendszertöltő (boot) eszköz megválasztására és néhány paraméter beállítására a visszamenőleges kompatibilitás érdekében.
Külsős gyártók szoftverei lehetővé teszik, hogy különféle Kickstartokat töltsünk fel a RAM-ba és használjunk a ROM-ba égetett firmware helyett. Ez akkor hasznos, ha például egy Kickstart 2.0-val (illetve ettől magasabb verziójúakkal) nem kompatibilis programot akarunk futtatni úgy, hogy a kompatibilis Kickstart 1.3-at a program futásáig betöltjük a RAM-ba. Léteznek hardveres Kickstart átkapcsoló (dual-boot) eszközök is, melyek egy ROM foglalatba kettő Kickstart ROM-ot csatlakoztatnak és egy átkapcsoló mechanizmussal teszik lehetővé a választást közöttük.
Külön memóriavezérlő egységgel (MMU) rendelkező Amiga változatok képesek a beépített Kickstart ROM, illetve ROM-fájl tartalmának FastRAM-ban történő "árnyékolására" (memory shadowing) és a vezérlés átadására a rendszertöltés során. Ezt azért alkalmazzák, mert a FastRAM elérési ideje jelentősen jobb, mint a ROM-oké, így gyorsabb bootolás és működés érhető el.

## Lásd még

### Kapcsolódó weboldalak
- The Twists and Turns of the Amiga Saga (angol nyelven). amigahistory.plus.com , 2003. február 23. (Hozzáférés: 2019. december 2.)
- The Big Book of Amiga Hardware (angol nyelven). bigbookofamigahardware.com . (Hozzáférés: 2019. december 2.)

## Fordítás
- Ez a szócikk részben vagy egészben  a   Kickstart (Amiga) című angol Wikipédia-szócikk fordításán alapul.  Az eredeti cikk szerkesztőit annak laptörténete sorolja fel. Ez a jelzés csupán a megfogalmazás eredetét és a szerzői jogokat jelzi, nem szolgál a cikkben szereplő információk forrásmegjelöléseként.